# Numerio Fabio Vibulano
Numerio Fabio Vibulano (in latino Numerius Fabius Vibulanus; Roma, ... – ...; fl. V secolo a.C.) è stato un politico e militare romano del V secolo a.C..

## Consolato
Nel 421 a.C. fu eletto al consolato con Tito Quinzio Capitolino Barbato.
A Fabio toccò in sorte la campagna contro gli Equi che, anche se fu condotta vittoriosamente dai romani, fu festeggiata nell'urbe con una semplice ovazione.
(Tito Livio, Ab Urbe condita, IV, 3, 43)
A Roma i senatori prima presentarono la proposta di portare da due a quattro il numero dei questori, poi la ritirarono quando i tribuni della plebe, accogliendola, proposero che almeno uno di questi nuovi questori, fosse scelto tra la plebe.

## Primo tribunato consolare
Nel 415 a.C. fu eletto tribuno consolare con Gaio Valerio Potito Voluso, Publio Cornelio Cosso e Quinto Quinzio Cincinnato.
In quell'anno i Bolani attaccarono i coloni romani di Labico, inviati l'anno prima, sperando nell'appoggio degli Equi, che però non intervennero. Furono facilmente sconfitti dai romani.
(Tito Livio, "Ab Urbe Condita", IV, 4, 49.)

## Secondo tribunato consolare
Nel 407 a.C. fu eletto tribuno consolare con Lucio Furio Medullino, già console due volte, Gaio Servilio Strutto Ahala e Gaio Valerio Potito Voluso, entrambi al loro secondo tribunato consolare.
Scaduta la tregua con Veio Roma inviò una delegazione per ottenere soddisfazione per i torti subiti.
(Tito Livio, "Ab Urbe Condita", IV, 4, 58)
I Romani però, a causa della mancata tempestività nelle decisioni, persero la guarnigione di Verrugine, che fu massacrata dai Volsci e dagli Equi. L'esercito inviato per dare aiuto al presidio, arrivato a massacro avvenuto, non poté far altro che vendicare la guarnigione, massacrando i nemici, sorpresi mentre erano intenti a far bottino.